# Malattia di Cronkhite
Per Malattia di Cronkhite-Canada, in campo medico, si intende una particolare forma di poliposi giovanile a livello gastrointestinale, accompagnata da altre deformazioni.

## Sintomatologia
I polipi mostrano una natura amartomatosa, sintomi e segni clinici della malattia sono alopecia (caduta dei capelli) e assottigliamento della cute, con conseguente atrofia soprattutto a livello delle unghie.

## Eziologia
Le cause sono ignote.